# Villa Guercia

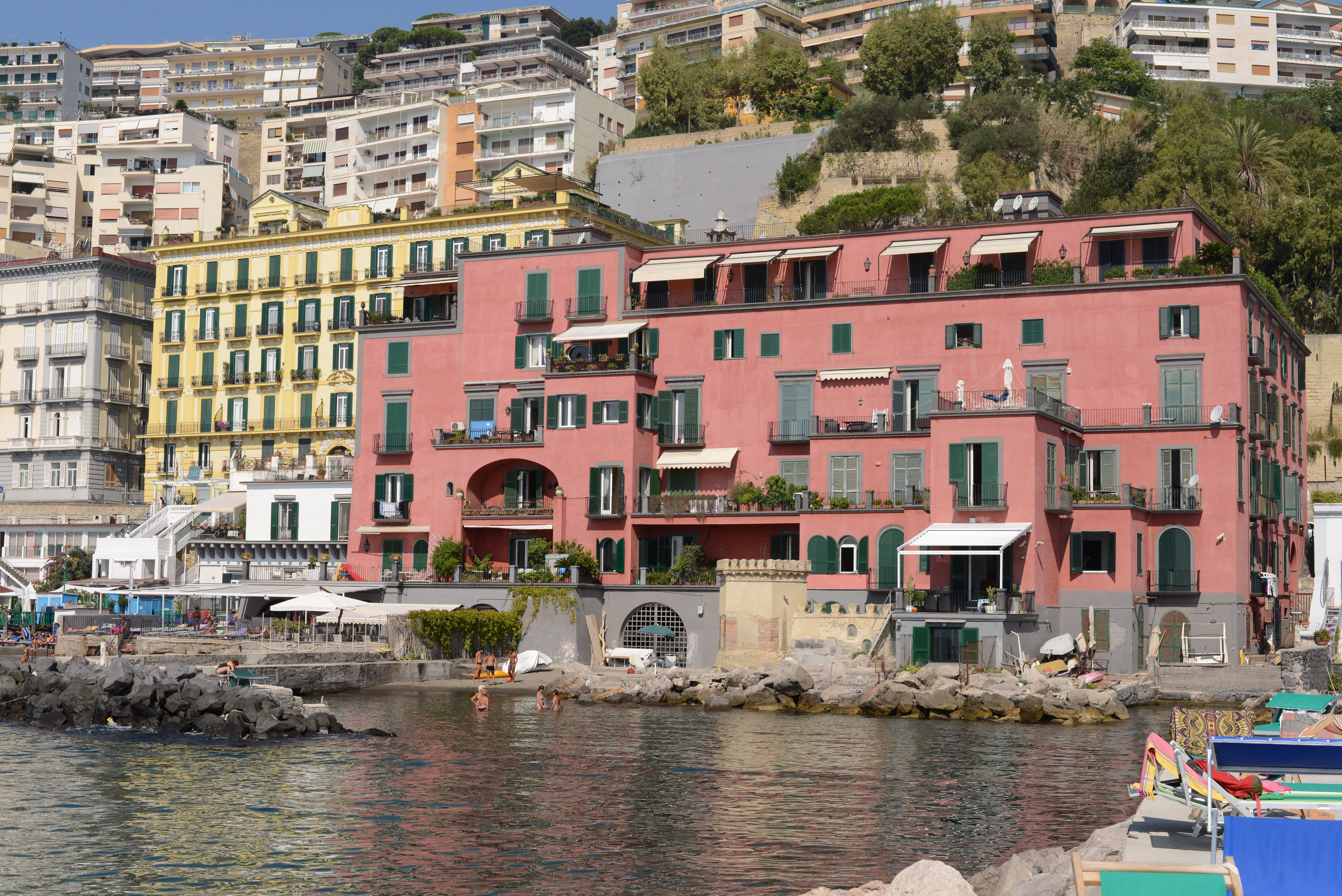
Villa Guercia in Neapel

Die Villa Guercia und die benachbarte Villa Mon Plaisir waren zwei Landhäuser, die aus dem ehemaligen Palazzo del Duca di Vietri aus dem 16. Jahrhundert entstanden. Sie liegen im Viertel Posillipo von Neapel in der italienischen Region Kampanien. Während die Villa Guercia heute noch existiert, wurde die Villa Mon Plaisir Ende des 20. Jahrhunderts abgerissen. Ihre Adresse der Villa Guercia lautet Via Posillipo, 7.

## Geschichte
Im Palast aus dem 16. Jahrhundert waren oft die Vizekönige zu Gast, wenn sie auf die Abreise der Person warteten, die sie ersetzen sollte. In der Karte des Duca di Noja erscheint der Palast als „Villa Caserta“ und neben ihm liegt eine kleine Festung.
Später wurde das Anwesen in zwei sehr unterschiedliche Villen aufgeteilt, Villa Guercia und Villa Mon Plaisir. Beide wurden in den 1970er-Jahren in Mietshäuser umgewandelt.